# Bastardiastrum tricarpellatum
Bastardiastrum tricarpellatum là một loài thực vật có hoa trong họ Cẩm quỳ. Loài này được (B.L.Rob. & Greenm.) D.M.Bates mô tả khoa học đầu tiên năm 1978.